# 4883 Korolirina
A 4883 Korolirina (ideiglenes jelöléssel 1978 RJ1) a Naprendszer kisbolygóövében található aszteroida. Nyikolaj Sztyepanovics Csernih fedezte fel 1978. szeptember 5-én.